# بول فرلان
بول فرلان (بالفرنسية: Paul Verlaine)‏ (30 مارس 1844 - 8 يناير 1896) شاعر فرنسي المرتبطة الرمزى مستخدم الرموز الحركة. يعتبر أحد من أكبر ممثلين لل إجراءات siècle والدولي في الفرنسية والشعر.

## السيرة الذاتية

### النشأة
ولد بول فرلان في متز، درس في ثانوية بونابرت (الآن ثانوية كوندرسيه) في باريس، ثم تولى وظيفة في الخدمة المدنية.بدأ كتابة الشعر في سن مبكرة، وكان في البداية متأثر بحركة بارنسين وزعيمها، تشارلز لوكونت دي لزيل. نشر فيرلين أول قصيدة في 1863 في لارفيو دي بروجرس، وهي منشور أسسها الشاعر لويس خافيير دي ريكارد. فيرلين كان زائر دائم للصالون الأدبي للمركيزة دي ريكارد (والدة لويس كزافييه دي ريكارد) في 10 شارع دباتنولس وفي غيرها من المناسبات الاجتماعية، حيث تواصل مع شخصيات فنية بارزة في اليوم الحاضر: أناتولي فرنسا، ايمانويل شابرييه، المخترع والشاعر والكاتب الساخر تشارلز كروس، الساخر والمعادي للبرجوازية المثالية فيليرز دي ليزيل آدم، ثيودور دي بانفلي، فرانسوا كوبي، خوسيه ماريا دي هيريديا، لوكونت دي لزيل، كتول مندس، الخ. فيرلين نشر أول مجموعة شعرية ساخرة، في عام (1866)، وإن علق عليها سلبا سانت بووف، الذي جعله شاعر الوعد والأصالة.

### الزواج والخدمة العسكرية
حياة فيرلين الخاصة كانت ظاهرة في أعماله، ابتداء من حبه لماتيلد مات. أصبحت مات زوجة لفرلين في 1870. في نفس العام الذي أعلنت فيه الجمهورية الثالثة، انضم فيرلين إلى كتيبة من 160. جارد الوطنية وتحول إلى كوميني يوم 18 مارس 1871.
أصبح رئيسا للمكتب الصحفي للجنة المركزية لل باريس المحلية.Verlaine هرب فيرلين من قتال الشارع المعروف باسم الأسبوع الدامي، أو Semaine Sanglante واختبؤوا في باس دو كاليه.

### القضية مع Rimbaud
عاد إلى باريس في أغسطس 1871، في أيلول / سبتمبر، تلقى أول رسالة من ستة عشر عاما الشاعر آرثر Rimbaud. قبل 1872، كان قد خسر في Mathilde، وتخلى عنها على نحو فعال وابنهما، وفضلت الشركة الجديدة من الذكور عاشق وRimbaud 'sVerlaine عاصفة القضية اقتادتهم إلى لندن في عام 1872. في يوليو 1873 في حالة سكر، وفي ثورة غيرة أطلق فيرلين النار على رمبود، مما أدى إلى اصابة الشاعر في معصم اليد اليسرى ولكنها لم تكن إصابة خطيرة. كنتيجة غير مباشرة لهذا الحادث، اعتقل فيرلين وسجن في مونس، حيث اعتنق الكاثوليكية الرومانية والتي بالتالي أثرت على عمله وموجها انتقادات حادة على رمبود.
مجموعة القصائد في الرومانسية غير المشروطة (1874) كتبت بين 1872 و 1873، مستوحاة من حنين فيرلين الملون بالذكريات عن حياته مع ماتيلد من جهة، وعن تصوير الفترة من حياته التي عاشها مع رامبود ومغامراتهم الطويلة من جهة أخرى. الرومانسية الغير مشروطة نشرت عندما كان فيرلين في السجن. بعد خروجه من السجن، سافر فيرلين مرة أخرى إلى إنكلترا، حيث عمل لعدة سنوات كمدرس كما أنه نشر مجموعة شعرية أخرى ناجحة تدعى الحكمة. عاد إلى فرنسا في 1877، وبينما كان يدرس اللغة الإنكليزية في المدرسة في راثل، أصبح مفتون بأحد تلاميذه يدعى لوسيان لتنويز، الذي ألهم فيرلين لكتابة المزيد من القصائد. عندما دمر الشاب توفي التيفوس في 1883.
وقد احب الشاعر ارثر رامبو بشدة لدرجة انه عندما علم أنه يريد أن يسافر ويتركه أطلق علية الرصاص ثم ندم وعالجه فبلغ عنه آرثر ووضعهُ بالسجن.

### خلال السنوات الأخيرة
شهدت السنوات الأخيرة لفيرلين انزلاقه في الإدمان على المخدرات والإدمان على الكحول والفقر. كان يعيش في الأحياء الفقيرة والمستشفيات العامة وقضى أيامه شرب الأبسينث في مقاهي باريس. لحسن الحظ، فإن حب الشعب الفرنسي للفن كان قادرا على إحياء وتقديم دعم مادي لفيرلين: كشف عن الشعر المكتوب في أول حياته وعن أسلوب الحياة والسلوك الغريب الذي سلكه اأمام الناس مما استقطب إعجابهم، وانتخب في عام 1894 «أمير شعراء» فرنسا من قبل أقرانه.
كان شعره محط اعجاب وكان يعتبر كحدث مهم، بوصفه مصدرا للإلهام لملحنين مثل غابرييل فاورى، الذي لحن العديد من قصائده، كما لحن كلا من لبوني تشانسون وكلود ديبوسي، خمسة قصائد فتس جلانتيس قصائد للموسيقى، التي تشكل جزءا من mélodie المجموعة المعروفة باسم Recueil Vasnier.
توفي بول فيرلين في باريس عن عمر يناهز 51 عاماً في 8 يناير 1896، ودفن في مقبرة باتنجولس.

## النمط

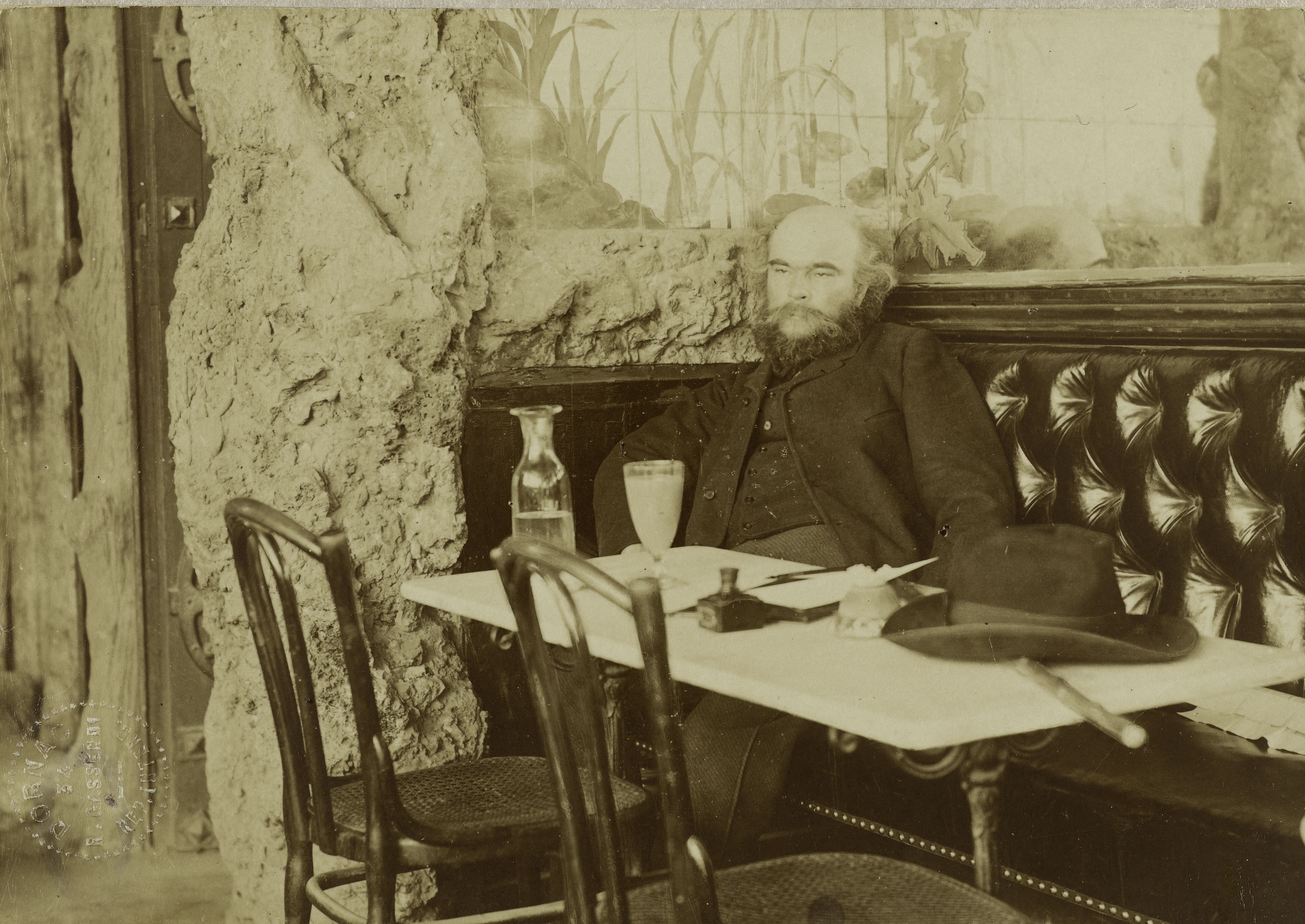
فيرلين في مقهى

الكثير من الشعر الفرنسي الذي أنتج خلال فترة نهاية القرن موصوف بأنه «منحل» بسبب محتواه الفج أو بسبب المحتوى الأخلاقي. وفي سياق مماثل، أطلق فيرلين عبارة الشاعر الملعون في سنة 1884، على عدد يستخدم تعبير Verlaine poète maudit («الملعونة الشاعر») في عام 1884 للإشارة إلى عدد من شعراء ستيفان Mallarmé وآرثر Rimbaud الذين حاربوا ضد الشعرية الاتفاقيات وعانى الاجتماعية توبيخ أو تجاهلها النقاد.ولكن مع نشر جان موريس ' لكتاباته عن الرمزية (سيمبولست منفستو) في عام 1886، أصبحت عبارة الرمزية غالبا ما تطلق على البيئة الأدبية الجديدة. مع فيرلين ومالارميه ورامبود وبول فاليري وألبرت سامين وكثير غيرهم بدأو يعرفوا باسم «الرمزيون». وكثيرا ما شارك هؤلاء الشعراء نفس المواضيع الموازية لعلم الجمال لشوبينهاير ومفاهيم الإرادة، والأقدار والقوى الباطنة، واستخدم مواضيع الجنس (مثل العاهرات)، والمدينة، والظواهر غير المنطقية) والهذيان، والأحلام، والمخدرات، والكحول)، وأحيانا بشكل مبهم في العصور الوسطى إعداد.
في الشعر، أسلوب الرمزية - كما قولبه فيرلين- استخدام المعاني الخفية بدلا من المعاني الظاهرة الخطابة حظرت ويثير المشاعر والحالات المزاجية للمستهلك من خلال سحر الكلمات وتكرار الأصوات وتيرة الآية (الموسيقية) موزون الابتكار.

## صور

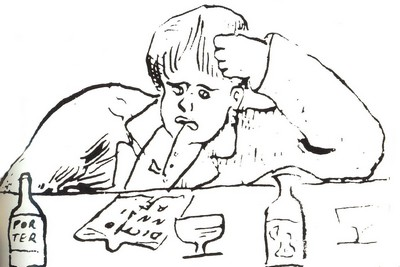
رامبود كما رسمه فيرلين

العديد من الفنانين رسم صورة فرلين.من بين أكثر اللامعين كان هنري فانتن-لاتور، أنطونيو دي لجاندارا، يوجين كاريير، فردريك كازاليس وثيوفايل- ألكسندر ستانلن.
الوقت الذي قضاه فيرلين ورامبود مع بعضهم كان هو موضوع فيلم لعام 1995 الكسوف الكلي للمخرج أجنسكا هولند وسيناريو كريستوفر هامبتون، استنادا إلى مسرحيته. وقام بدور فيرلين ديفيد ثوليس.

## أعماله
تتوفر أعمال فيرلين الكاملة في طبعات مهترئة في {2} مكتبة فرنسية شعرية {/2}.
- المجموعة الشعرية الساخرة (1866)
- ليه أميس (1867)
- فتس جلانتيس (1869)
- لبوني تشانسون (1870)
- الرومانسية الغير مشروطة (1874)
- الحكمة (1880)
- الشعراء الملعونون (1884)
- جاديست نجروا (اليوم الماضي والسنة الماضية) (1884)
- حب الذات (1888)
- متواز (1889)
- تكريس (1890)
- نساء (1890)
- الرجال (1891)
- السعادة (1891)
- سيرة حياة فيرلين في المستشفى (1891)
- قصائد قصصية من أجلها (1891)
- الصلوات خاصة (1892)
- سيرة حياة فيرلين في السجن (1893)
- المرثيات (1893)
- قصائد ابن الشرف (1893)
- في البرزخ (1894)
- قصائد قصية منتهية بفكرة ساخرة (1894)
- اعترافات (1895)

## الروابط الخارجية
- بول فرلان على موقع IMDb (الإنجليزية)
- بول فرلان على موقع الموسوعة البريطانية (الإنجليزية)
- بول فرلان على موقع ميوزك برينز (الإنجليزية)
- بول فرلان على موقع إن إن دي بي (الإنجليزية)
- بول فرلان على موقع ديسكوغز (الإنجليزية)
- مؤلفات Paul Verlaine في مشروع غوتنبرغ
- أعمال بول فيرلين في الشعر الفرنسي
- Free scores of works by بول فرلان في موقع مكتبة كورالي للملكية العامة  [لغات أخرى]‏ (ChoralWiki)
- استقالة وقصائد أخرى في ترجمات جديدة (باللغة الإنجليزية)
- انحطاط لا نوفيل -- مكتبة شاملة على شبكة الإنترنت تحتوي الترجمات والسير الذاتية لفيرلين
- أربع قصائد لفيرلين ترجمت من قبل نورمان ر شابيرو، مع النصوص الأصلية الفرنسية